# 로라 크리스텐슨
로라 크리스텐슨(Laura Elisabeth Christensen, 1984년 1월 26일 ~ )은 덴마크의 배우, 성우이다.

## 영화
- 더 콘테스트 - 투 더 스타스 앤 백 (2013년) - 라케 역
- 님포매니악 볼륨2 (2013년) - 베이비시터 역
- 님포매니악 볼륨1 (2013년) - 베이비시터 역
- 버스 따라잡기 (2009년)
- 크라잉 포 러브 (2008년)
- 캔디데이트 (2008년) - 루이즈 역
- 인 더 나이트 (2007년)
- 루이스 (2005년)
- 레스트리스 소울즈 (2005년)
- 닌 (2005년)
- 그날 이후 (2004년)
- 미드써머 (2003년) - 트리네 역
- 마이 시스터스 키즈 (2001년)